# Веласкес, Самуэль (футболист)
Самуэль Веласкес Урибе (исп. Samuel Velásquez Uribe; род. 29 мая 2003, Медельин) — колумбийский футболист, полузащитник клуба «Атлетико Насьональ» и сборной Колумбии.

## Клубная карьера
Веласкес — воспитанник клуба «Атлетико Насьональ». 27 января 2023 года в матче против «Онсе Кальдас» он дебютировал в Кубке Мустанга. 1 октября года в поединке против «Энвигадо» Самуэль забил свой первый гол за «Атлетико Насьональ». В том же году он стал обладателем Кубка Колумбии. 

## Международная карьера
11 декабря 2023 года в товарищеском матче против сборной Венесуэлы Веласкес дебютировал за сборную Колумбии. 

## Достижения
Клубные
 «Атлетико Насьональ»
- Обладатель Кубка Колумбии — 2023